# Schizaea spectabilis
Schizaea spectabilis là một loài dương xỉ trong họ Schizaeaceae. Loài này được Mart. mô tả khoa học đầu tiên năm 1834.
Danh pháp khoa học của loài này chưa được làm sáng tỏ. 